# Latour-de-France
Latour-de-France település Franciaországban, Pyrénées-Orientales megyében. Lakosainak száma 1044 fő (2022. január 1.). Latour-de-France Maury, Estagel, Montner, Cassagnes és Planèzes községekkel határos.

## Földrajz

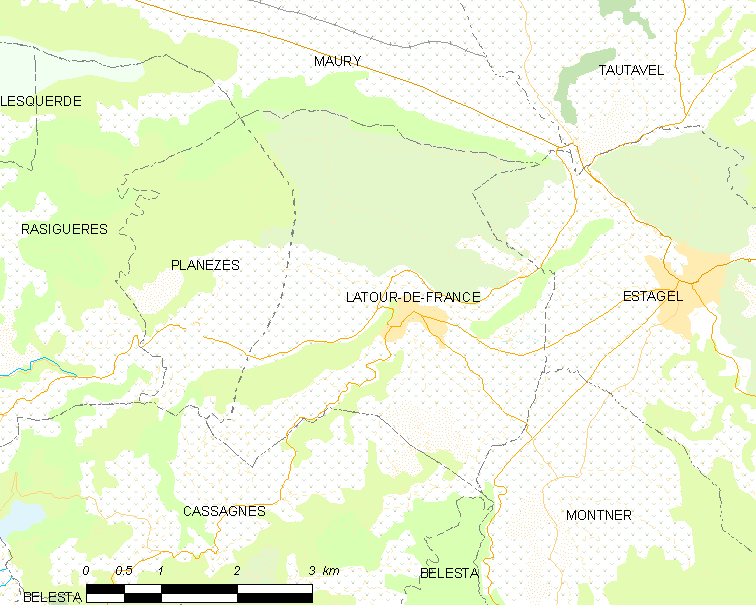
Latour-de-France és környéke

## Népesség
A település népességének változása:
| Lakosok száma | 1059 | 1037 | 1044 | 1026 | 1033 | 1038 | 1043 | 1043 | 1044 |
|               | 2013 | 2015 | 2016 | 2017 | 2018 | 2019 | 2020 | 2021 | 2022 |